# Urmi Basu
Urmi Basu est une militante indienne qui protège les travailleuses du sexe et leurs enfants, à Calcutta.  En mars 2019, elle reçoit la plus haute récompense pour les femmes en Inde, le prix Nari Shakti Puraskar (en français : Prix du pouvoir des femmes), des mains du président indien, Ram Nath Kovind. 

## Biographie
Urmi Basu est née à Calcutta. Ses parents étaient tous deux des professionnels de la santé et elle a bénéficié d'une bonne éducation.
Elle fonde l'organisation New Light qui s'occupe des travailleuses du sexe à Calcutta, en 2000. Elle utilise ses propres fonds pour créer l'organisation. Elle a quitté son second mari parce qu'il ne la soutenait pas dans son action. La base de New Light dispose d'une crèche et permet aux femmes d'y rester dans l'abri de nuit. Elle se préoccupe de la prostitution transgénérationnelle : 90% des filles de travailleuses du sexe les suivent dans la prostitution, à partir de l'âge moyen de treize ans.
En 2012, elle et son organisation sont présentées dans un film américain (PBS) intitulé Half the Sky : Turning Oppression into Opportunity for Women Worldwide (en français : La moitié du ciel : Transformer l'oppression en opportunité pour les femmes du monde entier), un documentaire de quatre heures diffusé pour la première fois sur PBS, en octobre 2012.

## Distinction
Urmi Basu reçoit le prix Nari Shakti Puraskar, le 8 mars 2019. Le prix 2019 a été remis au palais présidentiel par le président de l'Inde à l'occasion de la Journée internationale des femmes : « Basu et son équipe ont travaillé sans relâche dans le cadre d'une mission visant à éduquer et à offrir une vie meilleure aux enfants des travailleurs du sexe, ignorés, négligés et souvent humiliés ».

### Note
- (en) Cet article est partiellement ou en totalité issu de l’article de Wikipédia en anglais intitulé « Urmi Basu » (voir la liste des auteurs).